# Новозеландска потапница
Новозеландската потапница (Aythya novaeseelandiae) е вид птица от семейство Патицови (Anatidae). Видът е незастрашен от изчезване.

## Разпространение
Разпространен е в Нова Зеландия.